# St. Bernhard (Berlin-Tegel)
Die Pfarrkirche St. Bernhard ist ein katholisches Kirchengebäude in der Bernauer Straße 66–68 im Berliner Ortsteil Tegel des Bezirks Reinickendorf. Die dem Patrozinium des heiligen Bernhard von Clairvaux geweihte Kirche dient zugleich dem Gedächtnis des seligen Bernhard Lichtenberg. Der 1959–1960 nach Plänen von Alfons Leitl errichtete Bau steht unter Denkmalschutz.

## Geschichte

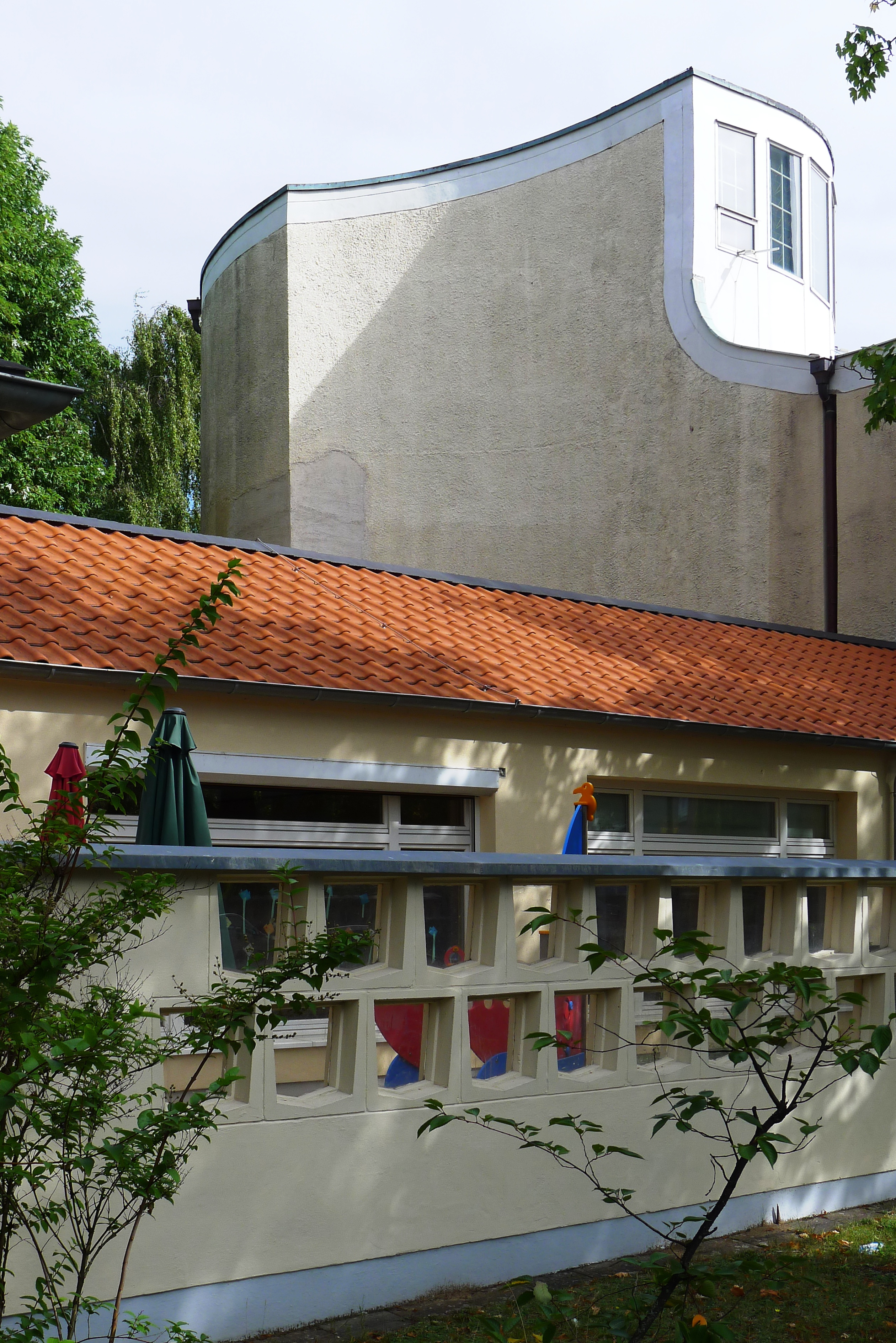
Chor der Pfarrkirche St. Bernhard

Die Geschichte der Gemeinde beginnt mit der Errichtung eines gottesdienstlichen Zentrums und der Entsendung eines Kaplans der Gemeinde Herz-Jesu in Tegel. Am 3. August 1952 wurde im Erdgeschoss eines kleinen Hauses in der Siedlung Waldidyll, das als Notkirche diente, die erste heilige Messe gefeiert. Man hatte die Absicht, später eine Kirche zu errichten, die dem hl. Bernhard von Clairvaux geweiht sein sollte, als Zeichen der Versöhnung mit Frankreich. Zugleich sollte sie Gedächtniskirche für Bernhard Lichtenberg sein, den ehemaligen Dompropst von St. Hedwig, der in Zeit der nationalsozialistischen Diktatur für die Juden eingetreten war. 1954 wurde St. Bernhard selbstständige Kuratie. 1958 erteilte das Bischöfliche Ordinariat die Genehmigung zum Bau der Kirche und des Pfarrhauses. Die Supraporte sowie die Fresken in der Krypta, die Szenen aus Lichtenbergs antifaschistischem Widerstand zeigen, wurden 1959/1960 von Joachim Dammer ausgeführt. 30 Jahre nach dem Tode des sel. Bernhard Lichtenbergs wurde in der Kirche ein Relief zu seinem Gedächtnis gesegnet, das ihn im Lehrgespräch mit Bernhard von Clairvaux darstellt.

## Baubeschreibung

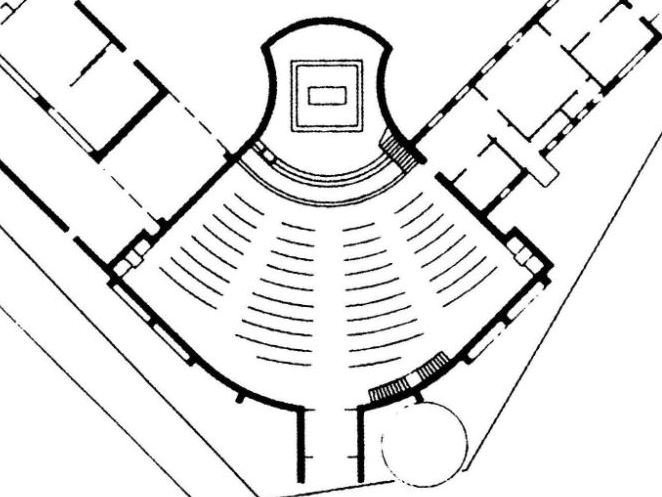
Grundriss

Der Architekt entwarf 1955 einen Kirchenraum mit dem Grundriss eines rechtwinklig geöffneten Kreissektors. Ein gesonderter Altarraum war ursprünglich nicht vorgesehen, der Altar sollte im geometrischen Mittelpunkt des Kreissektors stehen und die Bänke des Kirchengestühls sollten strahlenförmig auf den Altar ausgerichtet werden. Die Umsetzung erweiterte stattdessen die Spitze des Viertelkreises durch einen Chor, dessen Seitenwände nach innen gekrümmt sind und dessen Rückwand nach außen gewölbt verläuft.
Die Kirche ist ein Skelettbau aus Stahlbeton, dessen Stützen und Balken des Tragwerks in Sichtbeton ausgeführt sind. Die Wände zwischen den außen liegenden Stützen des Kirchenschiffs sind im oberen Teil durch Glasbausteine als durchscheinende Zone ausgebildet. Der Chor überragt das Kirchenschiff, seine Wand über dem Dach des Kirchenschiffs hat Fenster, die den Altar indirekt beleuchten. Unterhalb der Fenster dieses überhöhten Gebäudeteils hängen die sichtbargelassenen Unterzüge, die die Decke des Kirchraums tragen. Sie lagern am anderen Ende auf den Mauern der Seitenwände. Beide Baukörper sind mit leicht geneigten Pultdächern bedeckt.
Die Orgel mit einem Manual, einem Pedal und 18 Registern wurde 1953 von Karl Schuke gebaut.

## Glocken
Der sechsgeschossige Glockenturm steht im Scheitelpunkt des Kreissektors. In ihm befindet sich das Portal, er ist mit einem Satteldach bedeckt. In der Glockenstube hängt ein Geläut aus vier Bronzeglocken, das 1958 von Feldmann & Marschel gegossen wurde.
| Schlagton | Gewicht (kg) | Durchmesser (cm) | Höhe (cm) | Inschrift |
| --------- | ------------ | ---------------- | --------- | --- |
| e'        | 1000         | 120              | 103       | SEDEBIT DOMINUS REX IN AETERNUM. BENEDICET POPULO SUO IN PACE. („Der Herr wird als König thronen in Ewigkeit. Er wird sein Volk segnen mit Frieden.“) |
| fis'      | 0700         | 110              | 091       | SANCTA PARENS. ENIXA PUERPERA REGEM! („Heilige Mutter, die den König hervorbrachte!“)                                                                 |
| gis'      | 0480         | 100              | 080       | VOCA NOS AD EXPUGNANDOS DIABOLICOS INCURSUS! ST. BERNARDE! („Mahne uns, die Angriffe des Teufels abzuwehren, heiliger Bernhard!“)                     |
| a'        | 0380         | 090              | 075       | CUSTODITE NOS IN PROELIO! BENEDICITE OMNES ANGELI DOMINI DOMINUM. („Behütet uns im Streite! Preist den Herrn, ihr Engel des Herrn.“)                  |